# Azerbaiyán en los Juegos Paralímpicos de Pekín 2022
Azerbaiyán estuvo representado en los Juegos Paralímpicos de Pekín 2022 por un deportista masculino. El equipo paralímpico azerbaiyano no obtuvo ninguna medalla en estos Juegos.